# Дора Маар з кішкою
Дора Маар Ау Чат (фр. Dora Maar au Chat) — картина Пабло Пікассо, написана олійними фарбами на полотні у 1941 році. Зображує Дору Маар (справжнє ім'я Генріє́тта Теодо́ра Ма́ркович / Henriette Theodora Markovitch), коханку художника, яка сидить на кріслі з невеликим котом на її плечах. Картина є однією з найдорожчих картин та оцінена в 95 мільйонів доларів у Sotheby's 3 травня 2006 року. 

## Передісторія
Полотно є одним з багатьох портретів Дори Маар, написаних Пабло Пікассо за час їхніх майже десятирічних стосунків. Їхні стосунки почалися, коли Пікассо познайомився з Маар на зйомках фільму Жана Ренуара "Злочин пана Ланге", де вона працювала кінофотографкою. Але, офіційно їх знайомство відбулося в парижському кафе «Де маго», за ініціативою французького поета-сюрреаліста Поля Елюара. Пікассо закохався у 29-річну Маар у віці 55 років і пара почала жити разом. Пікассо приваблювала в Маар не тільки її краса, але й інтелект та артистична натура. Як і Пікассо, Маар була художницею, а також фотографинею і поетесою. Вона поділяла політичні погляди Пікассо і розмовляла іспанською мовою. Їхні стосунки були надзвичайно пристрасними і бурхливими. Вона кидала Пікассо виклик як інтелектуально, так і художньо. Допомагала йому з роботами, особливо під час створення Герніки, яку вона задокументувала фотографіями.
Ця картина була зроблена 1941 року, на початку Другої світової війни. Пікассо вже багато разів малював Маар, перш ніж створити цю картину. Коли нацисти зайняли Францію, напруга між Маар та Пікассо зростала, що відображалося на його роботах - Пікассо зображує Маар в більш абстрактному і різкому стилі, спотворюючи форми; іноді зображуючи її в сльозах, що запам'яталося в історії, як серія картин - «жінка, що плаче». 